# Skione
Skione – starożytne miasto na półwyspie Kasandra na północnym wybrzeżu Morza Egejskiego, kolonia założona przez Achajów z Pellene (na Peloponezie). Kolonia powstała w roku 700 p.n.e.